# Татев, Фёдор Борисович

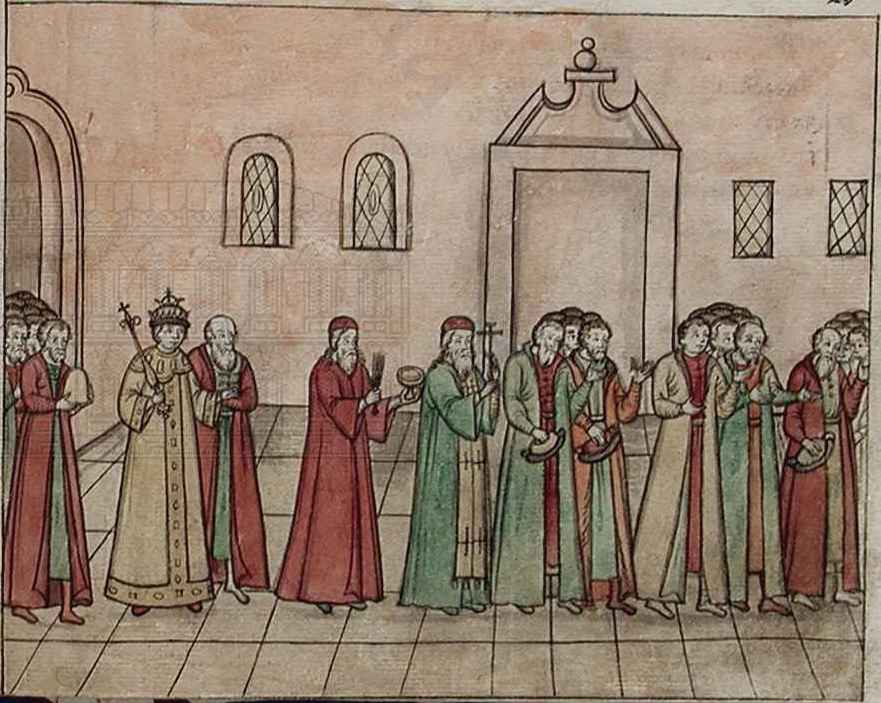
«А за государем шел с колпаком князь Федор княж Борисов сын Татев, а за ним шли стольники и стряпчие, которые остались за чинами, а чины свадебные урежал думной дьяк Иван Курбатов сын Граматин да дьяк Михайло Данилов. А поезжан и дворян, которые у царицыных цаней ведали, избирали окольничей князь Данило Иванович Долгорукой да дьяк Петр Овдокимов.»

Князь Фёдор Борисович Татев (ум. 1630) — рында, стольник и воевода во времена правления Михаила Фёдоровича.
Из княжеского рода Татевых, Рюрикович в XXI колене. Сын князя и воеводы Бориса Петровича Татева и княгини Марии Михайловны. Имел братьев: Петра (ум. 1617) и Ивана (ум. 26 мая 1630), а также сестёр: княжну Марию (ум. 3 февраля 1630; жена князя Дмитрия Тимофеевича Трубецкого) и княжну Прасковью (жена князя Фёдора Семёновича Куракина).

## Биография
В 1613 году подписал грамоту об избрании Михаила Фёдоровича на царство. Его поместный оклад составлял 500 четей и 40 рублей. В 1616—1630 годах в Боярской книге записан стольником. В 1619 году послан от Государя с золотым к князю Черкасскому. В 1621—1624 и 1628—1629 годах неоднократно упоминается рындой при представлении Государю иностранных послов.
В 1624 году на свадьбе царя Михаила Фёдоровича с княжной Марией Владимировной Долгоруковой нёс колпак. В 1625 году послан в Большой полк в Тулу, смотрел дворян и детей боярских. В этом же году по указанию царя ездил угощать Кизилбашского посла. В 1626 году на 2-й свадьбе царя Михаила Фёдоровича с Евдокией Лукьяновной Стрешневой вновь нёс и держал колпак. В 1627 году первый воевода Большого полка в Переславль-Рязанском. В 1629 году на торжественном обеде по случаю рождения царевича Алексея Михайловича исполнял обязанности стольника в кривом столе. В марте 1630 года воевода в Вязьме. В том же месяце «бил челом» царю Михаилу Фёдоровичу и патриарху Филарету Никитичу, что он беден и подняться ему на государевой службе нечем. Государь пожаловал его поместьем в Вязьме.
Умер († 18 апреля 1630), погребён в Троице-Сергиевом монастыре, о чём свидетельствовала надгробная надпись: «Князь Фёдор Борисович Татев представился 7138 (1630) года апреля в 18 день»